# Lída v akci
Lída v akci je album od brněnské hudební skupiny Morčata na útěku, které vyšlo v roce 2022. Obsahuje 14 nahrávek.

## Seznam skladeb
| Pořadí         | Název | Délka |
| -------------- | --- | ----- |
| 1.             | Lída v akci (Intro) (Imagine Dragons - Believer) |       |
| 2.             | Závit (Linkin Park - Breaking The Habit) |       |
| 3.             | Na prdel (Billy Idol - Rebel Yell) |       |
| 4.             | Šalina (Vlastní Tvorba) |       |
| 5.             | Marcela je piča! (Electric Light Orchestra - Don't Bring Me Down) |       |
| 6.             | Žerte přátelé (Lucie - Černí Andělé) |       |
| 7.             | Švihák z Pennymarketu (Katy Perry - This Is How We Do) |       |
| 8.             | Hráznej (Wohnout - Vrátnej) |       |
| 9.             | Zootarián (Tones and I - Dance Monkey) |       |
| 10.            | Bych blil (Rammstein - Ich Will) |       |
| 11.            | Lida 4 The Alimenty part 2 (Václav Neckář - Křídla iluzí) |       |
| 12.            | Děda se našel (Přemek Forejt & Dymytry - Žena z oceli) (Nenavazuje na píseň Hledá Se Děda z alba Di Do Prdele!)                                                                         |       |
| 13.            | Vladislav 2: Divoký hon (Madonna - La Isla Bonita) |       |
| 14.            | K-classic Mix (Rammstein - Deutschland, Gipsy Kings - Bamboléo, Richard Müller - Nebude to ľahké, Mr. President - Coco Jumbo, Little Richard - Long Tall Sally, Pražský výběr - Zubatá) |       |
| Celková délka: | Celková délka: | 54:13 |

## Obsazení
- Dejan – baskytara
- Filipínec – bicí
- Mikesh – kytara
- Yetty – vokály